# Guillenia flaccidum
Guillenia flaccidum är en korsblommig växtart som först beskrevs av Otto Eugen Schulz, och fick sitt nu gällande namn av Sigamony Stephen Richard Bennet. Guillenia flaccidum ingår i släktet Guillenia och familjen korsblommiga växter. Inga underarter finns listade i Catalogue of Life.